# Weefsel Uitname Organisatie Nederland
Stichting Weefsel Uitname Organisatie Nederland, afgekort als WUON, is een non-profit organisatie die zich toelegt op de uitname van donorweefsel na overlijden. De stichting werd opgericht in 2019 door het ministerie van Volksgezondheid, Welzijn en Sport met als doel een cruciale rol te spelen in het veiligstellen van weefsels voor therapeutische doeleinden. WUON opereert in opdracht van de Nederlandse Transplantatie Stichting (NTS) en heeft een team van ongeveer 100 medewerkers, waarvan ongeveer 80% studenten geneeskunde zijn die een gespecialiseerde opleiding hebben gevolgd.

## Oprichting en Missie
WUON werd in 2019 opgericht als een initiatief van het ministerie van Volksgezondheid, Welzijn en Sport om de uitname van weefsel na overlijden te coördineren en te vergemakkelijken. Voorheen was de uitname van weefsels nog de verandwoordelijkhied van de weefselbanken, zoals ETB-BISLIFE. Het weefseluitnameteam van deze bank is dan ook opgegaan in het nieuw opgerichte WUON.
De missie van de organisatie is het verzekeren van een effectieve en ethische uitname van donormateriaal ter ondersteuning van transplantatieprocedures, met als uiteindelijke doel het verbeteren van levens door middel van weefseltransplantaties.

## Medewerkers en Training
Met een team van ongeveer 100 medewerkers vervult WUON een cruciale rol in het uitnameproces. Circa 80% van het personeel bestaat uit studenten geneeskunde uit Amsterdam, Leiden en Nijmegen die specifieke training hebben ondergaan om op een professionele en gevoelige manier om te gaan met het proces van weefseluitname.

## Samenwerking
Als opdrachtgever van WUON fungeert de Nederlandse Transplantatie Stichting (NTS). Daarnaast onderhoudt WUON nauwe samenwerkingsverbanden met andere organisaties, waaronder weefselbanken ETB-BISLIFE en Amnitrans EyeBank Rotterdam (AER). Deze samenwerkingen zijn essentieel om een vlotte coördinatie en veilige uitname van donormateriaal te waarborgen.

## Externe Links
- Officiële website van Stichting Weefsel Uitname Organisatie Nederland
- Nederlandse Transplantatie Stichting (NTS)
- Stichting ETB-BISLIFE
- Amnitrans EyeBank Rotterdam (AER)